# 52ª Divisione alpina
52ª Divisione alpina (deutsch 52. Gebirgsdivision) war eine Gebirgsdivision des italienischen Heeres im Ersten Weltkrieg. Der Historiker Gianni Pieropan bezeichnete die 52. Gebirgsdivision als das „beste Kriegsinstrument“, das dem italienischen Heer 1917 zur Verfügung stand.

## Geschichte
Die Division wurde am 10. Januar 1917 als Infanteriedivision aufgestellt. Unterstellt waren ihr zunächst die Infanteriebrigaden „Grossetto“ (237.–238. IR) und „Pesaro“ (239.–240. IR), das 11. Feldartillerie-Regiment und das XXIV. Geniebataillon. Im März 1917 wurde die 52. Division in Vorbereitung auf die geplante italienische Offensive auf der Hochebene der Sieben Gemeinden nördlich von Asiago in eine Gebirgsdivision umgewandelt. Am 11. März wurde sie der 6. Armee zugewiesen und am 14. März dem am nördlichen Frontabschnitt der Hochebene stehenden XX. Armeekorps unter Generalleutnant Luca Montuori unterstellt. Am 19. März wurden die zwei Infanteriebrigaden durch die Alpini-Gruppen I, II, VIII und IX sowie das Feldartillerieregiment durch eine Gebirgsartillerieeinheit ausgetauscht.
Vom 10. bis 29. Juni 1917 war die 52. Gebirgsdivision unter dem Kommando von Generalmajor Angelo Como Dagna Sabina an der Ortigaraschlacht beteiligt. Ihre 18 Alpini-Bataillone, aufgeteilt in die Alpini-Gruppierungen I und IV, rannte mehrmals gegen die österreichisch-ungarische Hauptwiderstandslinie zwischen dem Monte Ortigara und Monte Campigoletti an, die von der k.u.k. 6. Infanterie-Truppendivision unter dem Befehl von Feldmarschallleutnant Artur von Mecenseffy verteidigt wurde. Dabei gelang mit der zeitweisen Eroberung des Monte Ortigara am 19. Juni durch die Truppen der 52. Gebirgsdivision der einzige taktische Erfolg der ganzen Offensive. Bereits am 25. Juni ging der Ortigara durch einen von Stoßtruppen der Kaiserschützen vorgetragenen Angriff unter dem Oberkommando von Feldmarschallleutnant Ludwig Goiginger wieder verloren. Vier Tage später wurde die italienische Offensive eingestellt. Die 52. Gebirgsdivision hatte in den Kämpfen um den Ortigara mit über 3600 Ausfällen schwere Verluste erlitten.
Während der Ersten Piaveschlacht zog sich die immer noch im XX. Korps operierende Division am 7. November 1917 in die Schlucht des Brenta zurück. In den folgenden Tagen war Einheiten der Division in heftige Abwehrkämpfe südlich von Cismon del Grappa verwickelt. Anschließend stand die 52. Gebirgsdivision auf dem Monte-Grappa-Massiv und trug zum Ausbau der italienischen Verteidigungsstellungen bei. Im Januar 1918 unterstützte sie den Angriff des XXII. Korps auf den Monte Valbella, Col del Rosso und Col d’Ecchele in der sogenannten Drei-Berge-Schlacht am südöstlichen Rand der Hochebene der Sieben Gemeinden.
Anschließend ging die 52. Gebirgsdivision in Retablierung. Mit Beginn der Zweiten Schlacht am Piave am 15. Juni 1918 wurde die Division in den Raum Mussolente östlich von Bassano del Grappa verlegt. Am 17. Juni wurde sie der für die Verteidigung der Grappafront betrauten 4. Armee unter Generalleutnant Gaetano Giardino unterstellt, um nach Ende der fehlgeschlagenen österreichisch-ungarischen Offensive im Juli 1918 wieder zur 6. Armee zugewiesen zu werden. Im Sommer 1918 besetzte die Division erneut einen Frontabschnitt auf der Hochebene der Sieben Gemeinden. Diesmal südöstlich von Asiago. Der von der 54. Gebirgsdivision gehaltene Abschnitt grenzte westlich an den von französischen und britischen Truppen besetzten Abschnitt. Am 12. Oktober wurde die Division der neu aufgestellten 12. Armee unterstellt und am 17. Oktober wurde sie in Vorbereitung der Schlacht von Vittorio Veneto in die Nähe von Bassano del Grappa verlegt. Die ersten Bataillone der Division überschritten wegen des schlechten Wetters erst zwei Tage nach Beginn der italienischen Offensive am 24. Oktober bei Pontebba den Piave. Anschließend rückte die Division Richtung Norden vor und lag nach Inkrafttreten des Waffenstillstandes von Villa Giusti am 4. November 1918 im Piavetal.
Am 10. Januar 1920 wurde die 52. Gebirgsdivision aufgelöst. Zuletzt unterstand sie dem Territorialkommando in Görz.

## Kommandeure
- Generalleutnant Michele Salazar (20. Januar bis 5. Mai 1917)
- Generalmajor Angelo Como Dagna Sabina (5. Mai 1917 bis 15. Mai 1918)
- Generalmajor Pietro Ronchi (16. Mai 1918 bis 10. Januar 1920)